# 城堡區 (布達佩斯)
城堡區（匈牙利語：Várkerület），是匈牙利首都布达佩斯的一个区，是位于多瑙河右岸的布达一侧的历史城区。总面积3.41平方公里，总人口24 728，人口密度7 252人/平方公里（2009年1月1日）。